# Las 2 caras
Las 2 Caras es el cuarto álbum de estudio del rapero Mexicano MC Davo, fue lanzado en preventa en iTunes el 28 de julio con 12 canciones y el físico contará con 14 canciones publicado el 8 de septiembre de 2017 por el sello discográfico Warner Music Group.

## Antecedentes
MC Davo volvió a sus orígenes con su ex productor Went para producir su cuarto álbum. El álbum cuenta con 12 en digital y 14 en físico incluyendo «Round 3» y «Round 4» en colaboración con C-Kan.

## Lista de canciones
Todas las canciones escritas y compuestas por MC Davo a excepción de las partes cantadas por otros artistas. 
| Edición estándar |                                       |          |  |
| N.º              | Título                                | Duración |  |
| 1.               | «Siempre quiero más»                  | 2:43     |  |
| 2.               | «Mágica»                              | 3:23     |  |
| 3.               | «Round 3» (con C-Kan)                 | 3:26     |  |
| 4.               | «Ya vas a llegar» (con RK el Artista) | 4:05     |  |
| 5.               | «Si ella supiera»                     | 3:30     |  |
| 6.               | «Toda la noche» (con Darkiel)         | 3:16     |  |
| 7.               | «Verde, blanco & rojo»                | 3:17     |  |
| 8.               | «Despertar contigo»                   | 3:41     |  |
| 9.               | «Lo que quieres»                      | 3:16     |  |
| 10.              | «Corazón de papel»                    | 3:27     |  |
| 11.              | «Fin de semana»                       | 3:15     |  |
| 12.              | «Round 4» (con C-Kan)                 | 4:00     |  |
| 39:59            |                                       |          |  |